# Ecnomus masalai
Ecnomus masalai är en nattsländeart som beskrevs av Cartwright 1998. Ecnomus masalai ingår i släktet Ecnomus och familjen trattnattsländor. Inga underarter finns listade i Catalogue of Life.